# 극장판 프리큐어 올스타즈 DX3 미래에 닿아라! 세계를 잇는☆무지갯빛 꽃
《극장판 프리큐어 올스타즈 DX3 미래에 닿아라! 세계를 잇는☆무지갯빛 꽃》(일본어: 映画 プリキュアオールスターズDX3 未来にとどけ! 世界をつなぐ☆虹色の花)은 2011년 애니메이션 영화(2011년 3월 19일 공개). 전작 DX2의 프리큐어들에 이어 하트캐치 프리큐어!의 큐어 선샤인, 큐어 문라이트와 스위트 프리큐어♪의 큐어 멜로디, 큐어 리듬이 추가 합류했다.